# Isländische Eishockeyliga 2013/14
Die Saison 2013/14 ist die 23. Spielzeit der isländischen Eishockeyliga, der höchsten isländischen Eishockeyspielklasse.  Meister wurde zum 17. Mal in der Vereinsgeschichte die erste Mannschaft von Skautafélag Akureyrar, die SA Vikingar.

## Modus
In der Hauptrunde absolvierten die sechs Mannschaften jeweils 16 Spiele. Die beiden bestplatzierten Mannschaften qualifizierten sich für das Meisterschaftsfinale. Für einen Sieg nach regulärer Spielzeit erhielt jede Mannschaft drei Punkte, für einen Sieg nach Overtime zwei Punkte, bei einer Niederlage nach Overtime gab es einen Punkt und bei einer Niederlage nach regulärer Spielzeit null Punkte.

## Hauptrunde
| Pl. |                              | Sp | S  | OTS | OTN | N  | Tore  | Punkte |
| 1.  | SA Vikingar                  | 16 | 14 | 0   | 1   | 1  | 81:33 | 43     |
| 2.  | Ísknattleiksfélagið Björninn | 16 | 11 | 1   | 0   | 4  | 96:42 | 35     |
| 3.  | Hunar (Björninn II)          | 16 | 9  | 0   | 1   | 6  | 72:64 | 28     |
| 4.  | SA Jötnar (Akureyrar II)     | 16 | 5  | 1   | 0   | 10 | 53:82 | 17     |
| 5.  | Fálkar (Reykjavíkur II)      | 16 | 5  | 0   | 0   | 11 | 47:70 | 15     |
| 6.  | Skautafélag Reykjavíkur      | 16 | 2  | 0   | 0   | 14 | 33:91 | 6      |

Stand: 3. März 2014; Sp = Spiele, S = Siege, N = Niederlagen, OTS = Overtime-Siege, OTN = Overtime-Niederlage

## Finale
- SA Vikingar – Ísknattleiksfélagið Björninn 3:0 (4:3, 6:1, 5:3)[1]